# باتگیت (داکوتای شمالی)
باتگیت(به انگلیسی: Bathgate) شهری در ایالت داکوتای شمالی کشور ایالات متحده آمریکا است که جمعیت آن در سرشماری سال ۲۰۱۰ میلادی، ۴۳ نفر بوده‌است.